# Den Nordiske Industri-, Landbrugs- og Kunstudstilling i Kjøbenhavn 1888

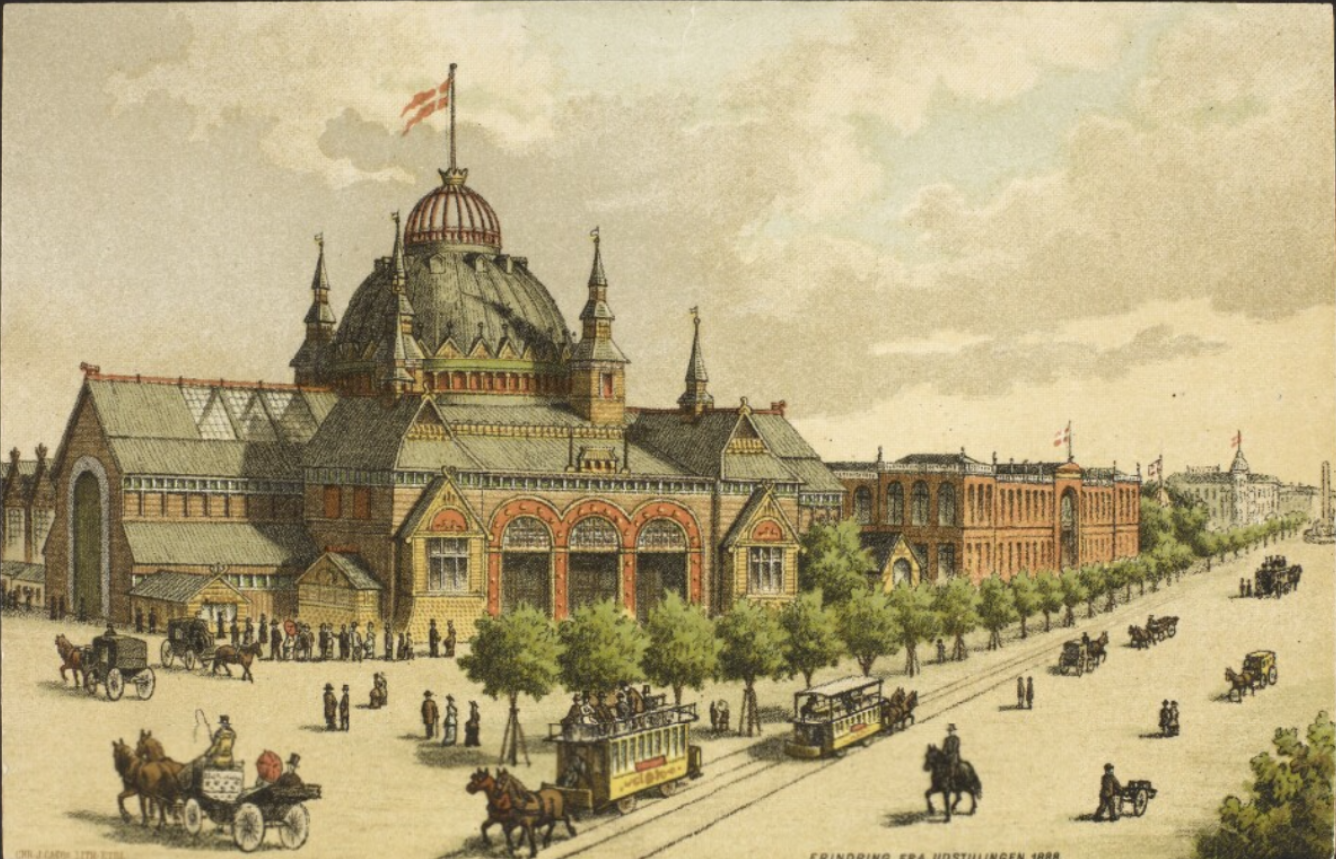
Utställningsbyggnaden.

Den Nordiske Industri-, Landbrugs- og Kunstudstilling i Kjøbenhavn 1888 var en gemensam utställning för de nordiska länderna som ägde rum i Köpenhamn år 1888, och som syftade till att visa upp Danmarks, Norges och Sveriges framsteg på det industriella, lantbruksmässiga och konstnärliga området. Utställningen fick mycket positiv uppmärksamhet och blev en stor framgång.